# Excello (Misuri)
Excello es un lugar designado por el censo ubicado en el condado de Macon en el estado estadounidense de Misuri. En el Censo de 2010 tenía una población de 49 habitantes y una densidad poblacional de 55,32 personas por km².

## Geografía
Excello se encuentra ubicado en las coordenadas 39°37′53″N 92°28′20″O / 39.63139, -92.47222. Según la Oficina del Censo de los Estados Unidos, Excello tiene una superficie total de 0.89 km², de la cual 0.88 km² corresponden a tierra firme y (0.29%) 0 km² es agua.

## Demografía
Según el censo de 2010, había 49 personas residiendo en Excello. La densidad de población era de 55,32 hab./km². De los 49 habitantes, Excello estaba compuesto por el 87.76% blancos, el 6.12% eran afroamericanos, el 2.04% eran amerindios, el 0% eran asiáticos, el 0% eran isleños del Pacífico, el 2.04% eran de otras razas y el 2.04% pertenecían a dos o más razas. Del total de la población el 6.12% eran hispanos o latinos de cualquier raza.